# Девлет Бахчели
 Девлет Бахчели (на турски: Devlet Bahçeli) е турски политик, икономист и академик.
Председател е на Партията на националистическото движение от 6 юли 1997 г.
През 2016 г. при него гостува българският политик от турски произход Лютви Местан, който по онова време учредява партия ДОСТ.
Бахчели е основен играч в сегашното правителство на Турция. След общите избори през 2018 г. неговата партия подкрепя кабинета на Ердоган във Великото народно събрание. Бахчели е описван като цар в турската политика.

## Биография
Девлет Бахчели е роден на 1 януари 1948 г. в град Бахче, вилает Османие. Средното си образоване завършва в Истанбул. Получава висшето си образование от научната академия в Анкара, а докторат – от университета Гази в Анкара. Служи като преподавател по икономика в университета Гази. От 1987 г. се занимава активно с политика.

## Личен живот
Девлет Бахчели живее в Анкара. За разлика от повечето други турски политици, той води затворен и усамотен живот. Той никога не е бил женен, защото вярва, че семейството му би се намесило в политическите му дейности.
Бахчели нарича живота си „права линия на национализма“, в която „не трябва да има зигзагове“.